# José Sixto García Isasa
José Sixto García Isasa (Córdoba, 1825-Paraná, 9 de marzo de 1868) fue un sacerdote católico y político argentino. Fue diputado al Congreso de la Confederación Argentina en Paraná por la provincia de Salta y presidente de la Cámara de Diputados en 1861.

## Biografía
Nacido en la ciudad de Córdoba, su familia era dueña de la estancia otrora jesuítica La Candelaria, de diez leguas de largo por cinco de ancho. Era hijo de Tránsito de Isasa y Ponce de León, y del capitán de milicias D. Francisco García y Díaz, viudo de Rosario, hermana de la primera. Fue sobrino carnal de José Manuel de Isasa, héroe de la Independencia argentina. Se graduó en teología y derecho canónico en la Universidad de Córdoba. Tras ello, fue ordenado sacerdote y se trasladó a la provincia de Salta para ejercer funciones eclesiásticas. A causa de la persecución de Juan Manuel de Rosas, se exilió al sur del Perú y fue párroco varios años de la iglesia de San José, en Pachia, Tacna, como consta en sus libros. Caído Rosas en 1853 volvió a Salta con su hijo putativo Santos Velasco, de apenas 4 años de edad, quien, luego, con reconocida actuación pública, fue jefe de Correos y copropietario de la primera compañía de teléfonos de Paraná, y con quién vivió toda su vida 
En 1857 García Isasa fue designado canónigo de merced en la Catedral de Salta.
En 1860 asumió como diputado del Congreso de la Confederación Argentina en Paraná por la provincia de Salta. Fue vicepresidente primero en 1860 y en abril de 1861 fue elegido presidente de la Cámara de Diputados. Se mantuvo en el cargo hasta el fin de la Confederación, el 12 de diciembre de 1861.
Desde 1862 fue cura de la Catedral de Nuestra Señora del Rosario de Paraná. En 1866 suscribió un acuerdo junto al ministro de Gobierno de la provincia de Entre Ríos Nicanor Molinas en materia de nombramiento y remoción de párrocos.
Falleció en la casa familiar de los Velasco, en Paraná, en 1868.